# Omaguacas
Los omaguacas o humahuacas son un conjunto de pueblos indígenas cuyos descendientes mixogenizados habitan la zona de Tilcara y Humahuaca en la provincia de Jujuy en Argentina, coincidiendo principalmente con la quebrada de Humahuaca.

## Historia
En el período prehispánico la región omaguaca o humahuaca comprendía la vasta zona de los afluentes y ríos de las cuencas de los ríos Grande, Lavayén, San Francisco (en la provincia de Jujuy), Zenta, Iruya, Lipeo, Bermejo (en la provincia de Salta); Villazón y Tupiza (en el departamento de Potosí, en Bolivia) y coincidía con la denominada cultura humahuaca visto con menos influencias del Imperio incaico. Como la zona era de paso de caravanas y migraciones recibieron todo tipo de influencias, incluyendo la del Imperio incaico que en el siglo XIV invadió, aliado a los aimaras, los territorios omaguacas y se asentó en las estratégicas ciudades omaguacas (como Tilcara). Por este motivo todo lo que ha llegado de ellos hasta nuestros días está fuertemente influenciado por la cultura quechua.

## Tecnología y economía
Los omaguacas o humahuacas integraban una confederación de etnias dedicadas a la agricultura (principalmente del maíz), con un gran desarrollo del tejido y la alfarería. Fundían metales como el bronce, con el que hacían armas y otros instrumentos. Construían andenes de cultivos a la manera incaica, ya que la región que habitaban era de suelo pedregoso. Domesticaban las llamas. Sus viviendas, de forma cuadrangular, eran construidas con piedras y techadas con paja y barro.

## Organización política
Entre muchas otras, pertenecían a la confederación diversas parcialidades, como las de los humahuacas propiamente dichos, los uquías, los purmamarcas, los tilcaras, los tumbayas, los tilianes, los yalas, los yavis, los chuyes, los quilatas, los casabindos y los argamasas.
El sector norte de los omaguacas colindaba al oeste y noroeste casi norte con la parcialidad atacama de los lípez, al oeste también colindaban con los atacamas (o atacameños), el sector sur era un área de transición en la cual se encontraban parcialidades como las de los jujuyes, ocloyas y pulares que se incluían casi netamente en el conjunto pazioca (o diaguita). Los omaguacas han sido diferenciados parcialmente de los diaguitas por poseer una conjunción cultural (y genética) con poblaciones atacameñas e incluso arahuaca de los hoy llamados chanés y quizás remotamente con los tomatas.
Los yufis (y también los hutangeros) fueron grupos de chichas que se rebelaron contra el jefe de la tribu (tambuka) y fueron a vivir en las llanuras, lejos de su dominio. Los malones y las fieras diezmaron a estos grupos escindidos y acabaron con ellos.

## Mitimaes en tierra omaguaca
A la llegada de los españoles, en la quebrada de Humahuaca se hallaban también algunos núcleos de mitimaes, parcialidad de los chichas tales como los paypayas, y también los pueblos de tierras bajas como los churumatas, estos sirvieron como barrera de contención contra los chiriguanos guaraníes que habían sometido a los chorotes y a los chanés. A su vez, esos grupos de pueblos sometidos tras la invasión quechua y aimara, al ser reducidos a mitimaes sirvieron como difusores de las lenguas quechuas.

## Idioma omaguaca
Se estima que la población precolombina de la quebrada de Humahuaca hablaba una lengua propia del valle y diferenciada de las regiones cercanas, que se denomina usualmente humahuaca (u omaguaca). Sin embargo, apenas existe información lingüística sobre el idioma de los omaguacas, que aparentemente estaban divididos en unidades menores como los fiscaras, los jujuyes, los ocloyas, los osas, los purmamarcas y los tilianes. El antropónimo Viltipoco, gobernante de Tilcara, que resistió a los españoles en el siglo XVI y el apellido local Vilte sugieren una conexión con el kunza de los atacamas, ya que bilti en kunza significa 'halcón'.

## Omaguacas actuales
Las comunidades omaguacas han ido recuperando su identidad cultural diferenciándose del conjunto kolla. La Encuesta Complementaria de Pueblos Indígenas (ECPI) 2004-2005, complementaria del Censo Nacional de Población, Hogares y Viviendas 2001 de Argentina, dio como resultado que se reconocieron o descienden en primera generación del pueblo omaguaca 1553 personas en Argentina, de las cuales 1374 vivían en la provincia de Jujuy.
Desde 1995 el Instituto Nacional de Asuntos Indígenas (INAI) comenzó a reconocer personería jurídica mediante inscripción en el Registro Nacional de Comunidades Indígenas (Renaci) a comunidades indígenas de Argentina, pero ninguna comunidad omaguaca fue reconocida.
En 2004 fue creado el Consejo de Participación Indígena (CPI) dentro del ámbito del INAI, correspondiéndole a los omaguacas de Jujuy la elección de 2 representantes elegidos en asambleas de autoridades de las comunidades cada 3 años. En la elección de 2011 participaron las siguientes comunidades (40): Comunidad Chorrillos y El Churcal, Comunidad Miyuyoc, Comunidad Esquinas Blancas y Chijra, Comunidad Hornocal, Comunidad Rodero, Comunidad Pueblo Viejo, Comunidad Santa Rosa, Comunidad Santa Lucía de Calete, Comunidad Chucalezna, Comunidad Hornaditas, Comunidad Cofradías de Las Ánimas, Comunidad Chorcan, Comunidad Ocumazo, Comunidad Varas, Comunidad Coraya, Comunidad Huasadurazno, Pinchayoc y la Banda de San Isidro, Comunidad Iturbe Hipólito Irigoyen, Comunidad Finca Valiazo, Comunidad Ovará, Comunidad Río Grande y La Poma, Comunidad Pucará, Comunidad Azul Pampa, Comunidad Uquía, Comunidad Negra Muerta, Comunidad Palca de Aparzo, Comunidad La Cueva, Comunidad Vicuñayoc, Pisungo y Río Grande El Aguilar, Comunidad Aparzo, Comunidad Pueblo Los Omaguacas, Comunidad San Roque Francisco Limpitay, Comunidad Ticaguayoc, Comunidad Cuchillaco, Comunidad Coctaca, Comunidad Cianzo El Zenta, Comunidad El Morado Distrito San Roque, Comunidad Achicote, Comunidad Chaupi Rodeo y Peña Blanca, Comunidad Casillas, Comunidad Tres Cruces, Comunidad Casa Grande, Vizcarra y El Portillo.
El Censo Nacional de Población de 2010 en Argentina reveló la existencia de 6873 personas que se autorreconocieron como omaguacas en todo el país, 6146 de los cuales en la provincia de Jujuy.